# Frank John William Goldsmith

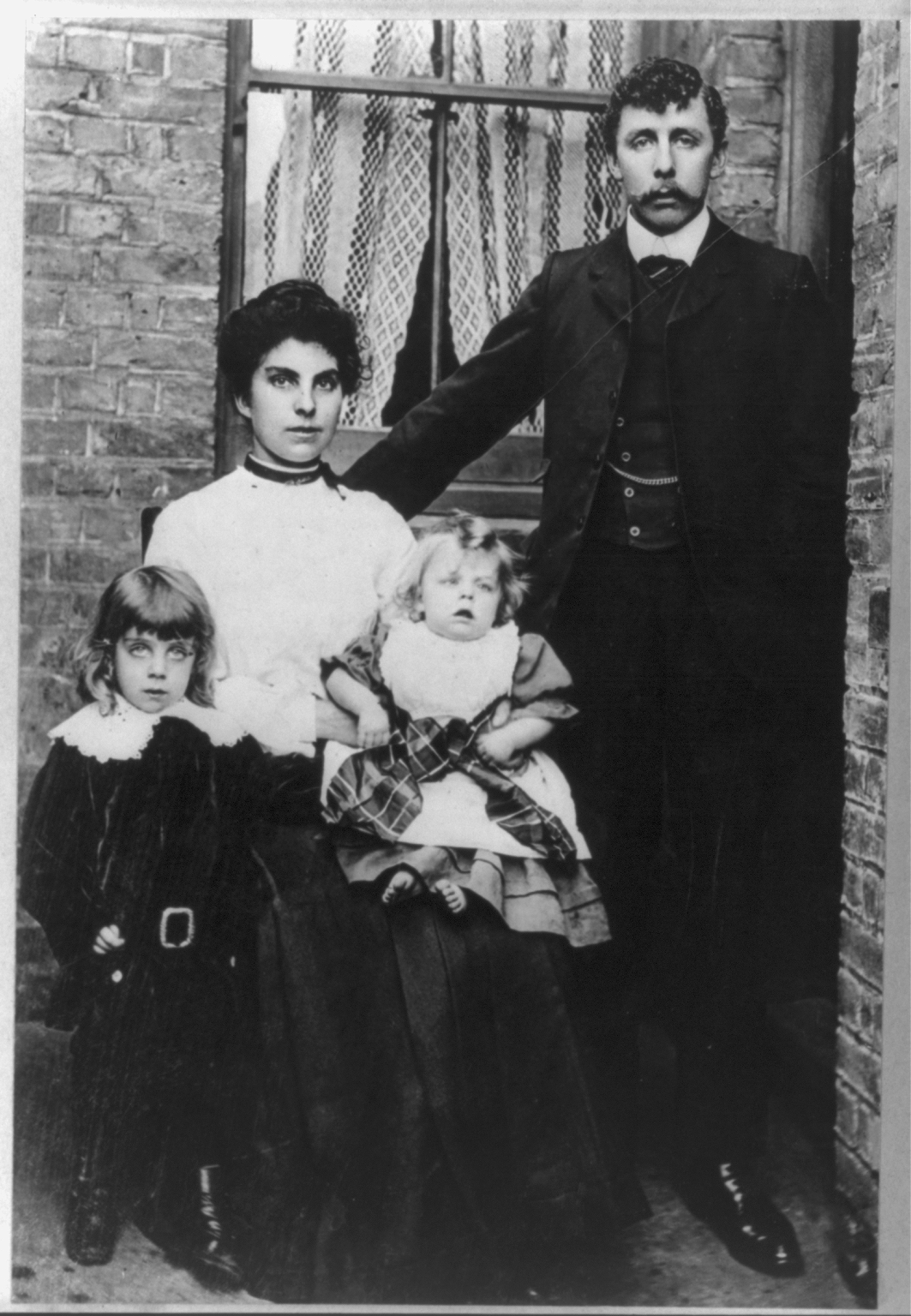
Familjefotografi. Frank längst till vänster och modern Emily, brodern Bertie och fadern Frank. Cirka 1907.

Frank John William Goldsmith Jr. , född 19 december 1902 i Strood, Kent, England, död 27 januari 1982 i Orlando, Florida, USA, var en överlevare av RMS Titanics förlisning den 14-15 april 1912. Goldsmith var vid tillfället 9 år, hans familj hade bestämt sig för att emigrera till USA.
Han skrev boken Echoes In the Night: Memories of a Titanic Survivor om sina upplevelser. Hans bok är den enda som skrivits av en ombordvarande tredjeklasspassagerare. När han dog spreds hans aska i Atlanten på den plats där Titanic sjönk. Även andraklasspassageraren Ruth Becker och fjärde styrman Joseph Boxhall fick sin aska spridd på platsen. Goldsmith intervjuades 1977 om sina upplevelser, denna intervju finns med i dokumentärfilmen Titanica från 1992.

## Ombord på RMS Titanic
Familjen Goldsmith steg ombord på Titanic som tredjeklasspassagerare i Southampton. Franks yngre bror Bertie avled till följd av difteri 1911, så Frank var nu ensamt barn i familjen. Fadern som var verktygsmakare hade med sig sina verktyg som bagage. Med på resan följde också pappa Franks vän Thomas Theobald, och femtonårige Alfred Rush som var son till en av familjens vänner. Rush fyllde sexton år under resans gång, vilket firades med att han nu som man fick börja bära riktiga långbyxor istället för "knickerbockers". Frank Jr. mindes hur han lekte med ett antal pojkar ur tredjeklass, och att de tog sig ner i pannrummen för att titta på när eldarna och kollastarna arbetade.
Natten den 14 april då Titanic kolliderade med isberget väcktes Emily och Frank av fadern. De lyckades ta sig upp till den främre delen av båtdäcket där besättningen förberedde hopfällbara livbåt C för sjösättning. Sjömän bildade en ring runt båten för att förhindra stormning, men Frank och modern släpptes förbi. Även Alfred Rush fick tillträde till båten, men vägrade och ska ha sagt "-jag stannar här med männen". Det sista Franks far hann säga till sin son var "-So long, Frankie, vi ses senare!". Frank Sr. , Rush och Theobald räddades aldrig.
Ombord på det undsättande fartyget RMS Carpathia stiftade han bekantskap med en av Titanics överlevande eldare, Samuel Collins. Collins tog med Frankie ner i maskinrummet och besättningen beslöt för att trösta honom att utnämna honom till "hedersjöman" efter en improviserad ritual. Modern Emily hjälpte samtidigt till med vad hon kunde för att hjälpa överlevande, hon sydde bland annat improviserade kläder till de som behövde.
Goldsmith hade svårt att acceptera sin fars död och hoppades länge på att han en dag skulle komma tillbaka med ett annat fartyg. Senare i livet bodde han i Detroit i närheten av ett baseballstadium, och varje gång publiken skrek blev han påmind om ljuden han hört från de människor som hamnat i havet under förlisningen.